# Cederberg Local Municipality
Cederberg (englisch Cederberg Local Municipality) ist eine Lokalgemeinde im Distrikt West Coast der südafrikanischen Provinz Westkap. Der Sitz der Gemeindeverwaltung befindet sich in Clanwilliam. Bürgermeisterin ist Sylvia Qunta.
Die Gemeinde wurde nach dem Afrikaans-Wort für „Zedern-Berg“ benannt. Es gibt hier in den Bergen Zedern, aus deren Holz in früheren Jahren Möbel und andere Haushaltsgeräte gefertigt wurden. Das Holz enthält Öl, das vor Ungezieferfraß schützt. Diese Zedern stehen mittlerweile unter Naturschutz.

## Städte und Orte

Topografie der Lokalgemeinde

Folgende Ortschaften liegen in der Lokalgemeinde Cederberg:
- Citrusdal
- Clanwilliam
- Elands Bay
- Graafwater
- Lamberts Bay
- Leipoldtville
- Paleisheuwel
- Wupperthal

## Bevölkerung
Gemäß der Volkszählung im Jahr 2011 betrug die Bevölkerungszahl 49.768 in 13.513 Haushalten auf einer Gesamtfläche von 7347 km². Davon waren 75,5 % Coloured, 12,7 % schwarz und 11 % weiß. Gesprochen wurde zu 85,4 % Afrikaans, zu 4,8 % isiXhosa, zu 2,4 % Sesotho und zu 1,8 % Englisch.

## Parks und Naturschutzgebiete
- Bird Island Nature Reserve
- Cederberg Wilderness Area
- Matjiesrivier Nature Reserve